# Тет (буква сирийского алфавита)
ܛ (ܛܝܬ, тет) — девятая буква сирийского алфавита.

## Использование
Происходит от арамейской буквы тет (𐡈), восходящей к финикийской букве тет (𐤈, ).
В сирийском языке обозначала эмфатический [tˁ]. В ассирийском языке обозначает абруптивный [tʼ]. Числовое значение в сирийской системе счисления — 9.
В романизациях ALA-LC и BGN/PCGN передаётся как ṭ.

## Кодировка
Буква тет была добавлена в стандарт Юникод в версии 3.0 в блок «Сирийское письмо» (англ. Syriac) под шестнадцатеричным кодом U+071B.